# Emma Carlsson Löfdahl
Emma Maria Carlsson Löfdahl, ogift Löfdahl, född Andersson 26 september 1970 i Ljungarums församling i Jönköpings län, är en svensk tidigare politiker (ursprungligen liberal). Hon var ordinarie riksdagsledamot 2010–2021 (ersättare 2006–2007 och statsrådsersättare 2009–2010), invald för Jönköpings läns valkrets på plats 219.

## Biografi
Carlsson Löfdahl är dotter till Göran Andersson och Marie-Louise Löfdahl. Hon har arbetat som omvårdnadslärare och hette Emma Löfdahl Landberg när hon inledde sitt uppdrag i riksdagen som ersättare under perioden december 2006 till januari 2007. Under denna period var hon suppleant i civilutskottet, kulturutskottet, näringsutskottet och socialförsäkringsutskottet. I juni 2009 återvände Carlsson Löfdahl till riksdagen, denna gång som statsrådsersättare, vilket hon förblev mandatperioden ut. Hon blev åter suppleant i civilutskottet och socialförsäkringsutskottet från och med september 2009 och suppleant i EU-nämnden från och med oktober 2009.
I valet 2010 blev Carlsson Löfdahl invald i riksdagen som ordinarie riksdagsledamot. Hon fortsatte som suppleant i socialförsäkringsutskottet och blev nu även suppleant i socialutskottet och kvittningsman för Folkpartiet.
Under våren 2012 medverkade hon i frågesportprogrammet Slaget om Sverige.

### Familj
Emma Carlsson Löfdahl var 2003–2007 gift med Christian Landberg (född 1965) med vilken hon fick en son (född 2004) samt är sedan 2009 gift med företagaren Peter Carlsson (född 1970) i Tranås.

### Bostadskostnadsersättning som riksdagsledamot
Aftonbladets reportageserie Maktens kvitton ifrågasatte i mars 2019 att det var tillåtet att hon hyrde en övernattningslägenhet som köpts av hennes make efter att hon tillträtt som riksdagsledamot, detta till en hyra långt över avgiften. För egna bostadsrätter utgår endast avgiften till föreningen i ersättning, men med hyresupplägget fick hon den högsta ersättningen från riksdagen. I artikelserien hävdades också att maken bott där långa tider. Liberalerna önskade att hon skulle ställa sin riksdagsplats till förfogande, men hon valde efter några dagar att lämna partiet och att stanna i riksdagen som politisk vilde. Under våren inleddes en förundersökning om misstänkt bedrägeri för upplägget som inte ledde till åtal, eftersom hyra betalats enligt riksdagens regler.
I juni 2019 framkom det att Carlsson Löfdahl fått full ersättning som riksdagsledamot, trots att hon inte hade deltagit i riksdagens arbete sedan mars månad. Riksdagens talman Andreas Norlén kommenterade Carlsson Löfdahls beteende som förtroendeskadligt. Carlsson Löfdahl avgick i juli 2021.